# La donna proibita (film 1997)
La donna proibita è un film del 1997 diretto da Philippe Harel.
È stato presentato in concorso al 50º Festival di Cannes.